# Chlorissa esphaleia
Chlorissa esphaleia là một loài bướm đêm trong họ Geometridae.